# Amerikahaus Ruhr

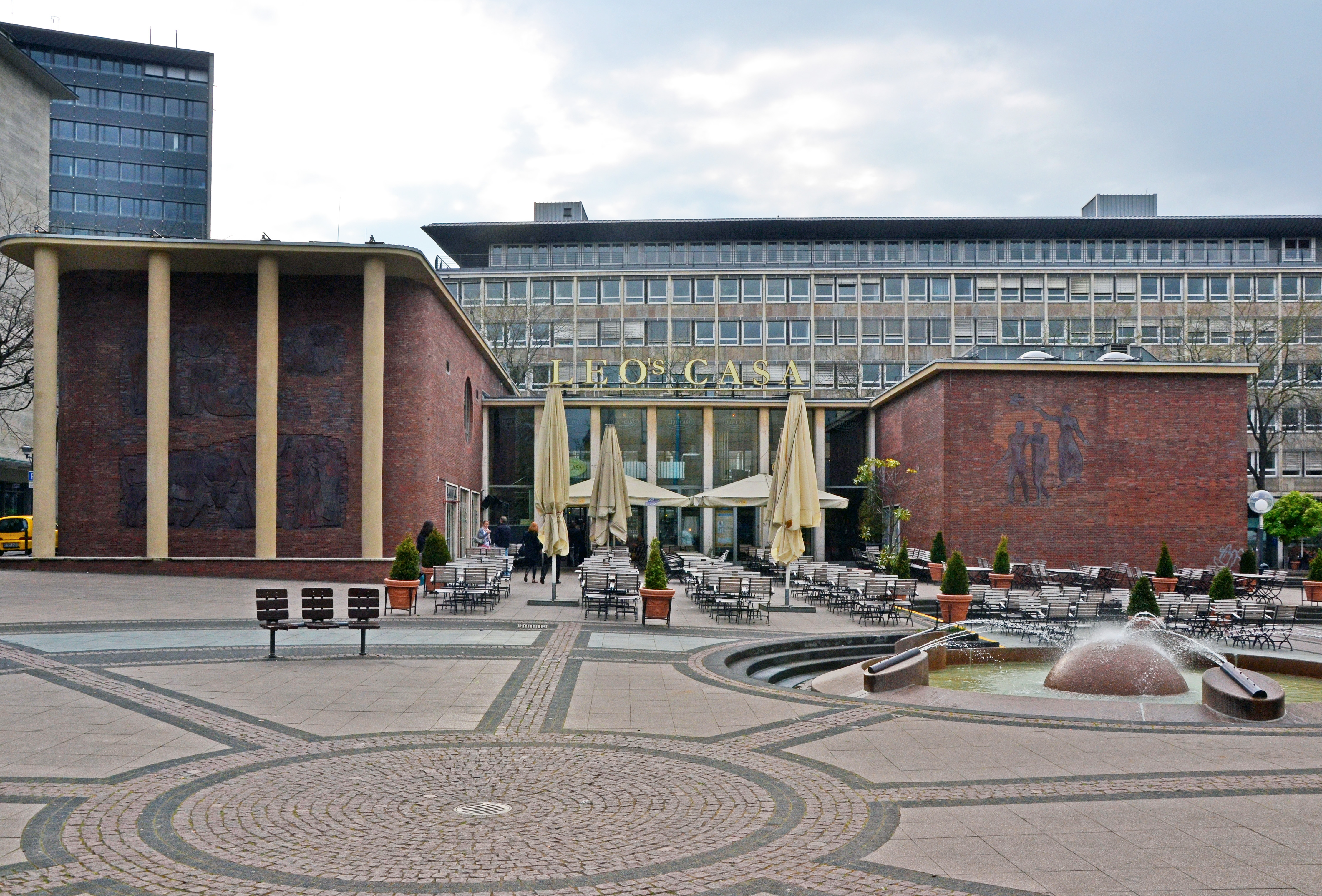
Im Vordergrund das ehemalige Amerikahaus Ruhr, heute Europahaus genannt

Das Amerikahaus Ruhr, seit 1994 Europahaus genannt, ist ein seit 1991 unter Denkmalschutz stehendes Gebäude im Essener Stadtkern. Es wurde Anfang der 1950er Jahre von den Amerikanern als Amerika-Haus und erster Hauptstützpunkt ihres Informationsnetzes in ausgewählten Großstädten errichtet. Nachdem das Haus später 15 Jahre als Sitz des Oberbürgermeisters diente, befindet sich darin seit 1994 die Kleinkunstbühne Stratmanns Theater.

## Geschichte

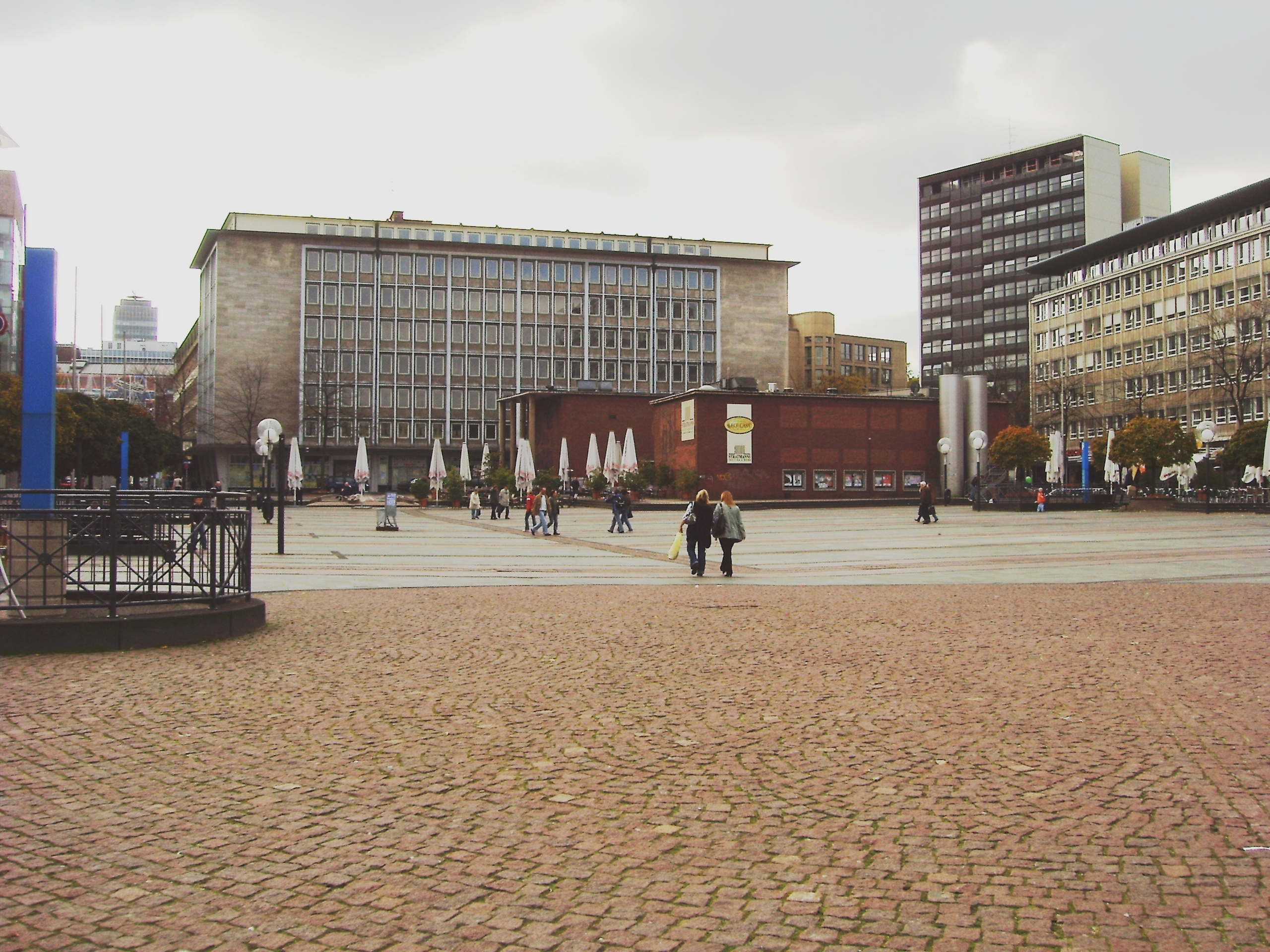
Kennedyplatz

### Amerikahaus
In den Jahren 1951 bis 1952 wurde das Amerikahaus nach Plänen des Architekten Herman Gehrig in Essen errichtet, die als zentrale Stadt im Ruhrgebiet für einen von mehreren Hauptstützpunkten des amerikanischen Informationsnetzes ausgewählt wurde. Die Reliefs an den Außenwänden entwarf der Essener Bildhauer Herbert Lungwitz. Der Innenhof des U-förmigen Gebäudes war nach einem Garten auf einer Terrasse nach einem Entwurf des Essener Gartenbaudirektors Schmidt gestaltet gewesen.
Die offizielle Eröffnung fand am 22. Februar 1952 statt. Im Jahr 1732 wurde an diesem Tag George Washington, der erste amerikanische Präsident, geboren. Die Eröffnung wurde durch Karl Arnold, den Ministerpräsidenten des Landes Nordrhein-Westfalen, vorgenommen. Damit war das Essener Amerikahaus das erste in Europa, welches ausschließlich der Darstellung demokratischer Kultur und politischer Bildung der Bevölkerung im Nachkriegsdeutschland diente. Dazu gab es eine Leihbibliothek, Vortragsräume und Ausstellungsflächen. Allein Spenden amerikanischer Bürger finanzierten das Haus und seinen Unterhalt.
Ab 1953 wurden die provisorischen Geschäftszeilen auf dem Gildenplatz, auf dem das Amerikahaus steht, entfernt. 1963 wurde die Freifläche nach Ermordung des Präsidenten John F. Kennedy nach ihm umbenannt. Der Kennedyplatz war vor den Zerstörungen im Zweiten Weltkrieg bebaut und hat daher keinen stadtgeschichtlichen Ursprung. 1964 schloss das Amerikahaus und wurde auch Kennedy-Haus genannt.

### Provisorisches Rathaus
Nach Abriss des damaligen Essener Rathauses des Architekten Peter Zindel diente es als Sitz des Oberbürgermeisters und des Oberstadtdirektors. Von den Essener Bürgern wurde es deshalb, bis zur Eröffnung des neuen Rathauses am Porscheplatz 1979, scherzhaft als Rathäuschen bezeichnet.

### Haus Industrieform
Zwischen 1979 und 1988 beherbergte das Gebäude als Haus Industrieform die Sammlung des Industrieform e. V., aus dem später das Design Zentrum NRW entstand, das heute das Red Dot Design Museum betreibt.
Danach diente das Haus lediglich als Warenlager und provisorisches Ladenlokal diverser Geschäfte.

## Stratmanns Theater Europahaus

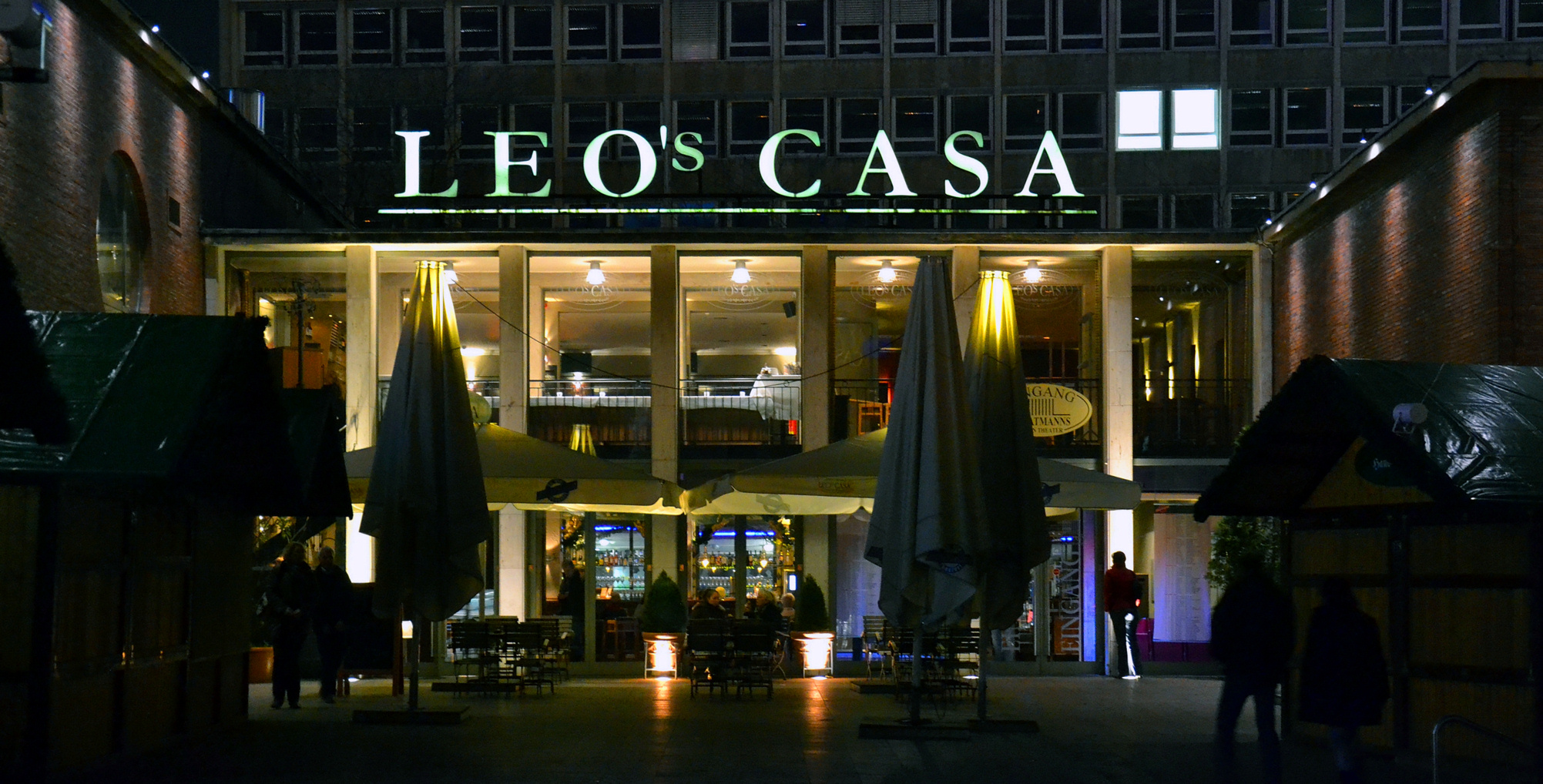
Eingang zu Stratmanns Theater und Leo´s Casa

Das ehemalige Amerikahaus wurde ab 1992 saniert und umgebaut, so dass, seit 1994 Europahaus genannt, das Stratmanns Theater als Kleinkunstbühne eröffnet wurde.
Der Kabarettist und Allgemeinmediziner Ludger Stratmann eröffnete gemeinsam mit seinem Bruder Christian im Dezember 1994 das Stratmanns Theater Europahaus, nachdem sie jahrelang einen geeigneten Ort für eine Kleinkunstbühne gesucht und das marode Gebäude für 2,5 Millionen Euro saniert hatten. Seit Juli 1995 trat Ludger Stratmann auf der eigenen Bühne mit verschiedenen kabarettistischen Programmen unter dem Motto Doktor Stratmanns – Heiteres Medizinisches Kabarett auf.
Christian Stratmann verwaltete das Haus bis 2003. Danach zog er sich zu Gunsten des Mondpalastes in Wanne-Eickel zurück. Seitdem führte Ludger Stratmann das Haus, das auch eine Gastronomie beherbergt, in Eigenregie.